# Асмус, Екатерина Робертовна
Екатерина Робертовна Асмус (11 октября 1967, Ленинград, СССР) — российский писатель, сценарист, драматург, журналист.
Автор киносценариев, пьес, повестей, романов, рассказов, публицистических эссе, песен. Член союза журналистов Санкт-Петербурга и Ленинградской области. Член РАО. Член Союза писателей Санкт-Петербурга и Санкт-Петербургского отделения Российского союза профессиональных литераторов (СПСЛ).

## Семья
Отец — Роберт Ашотович Арутюнян (1937—2018), доктор физико-математических наук, профессор СПбГУ.
Мать — Нина Степановна Лисина (Арутюнян) (1938−2003), акварелист, художник-модельер, художник-график, сотрудничала с издательством «ДЕТГИЗ».
Муж — Олег Абрамович Кадинский — фотохудожник, член союза кинематографистов РФ, член союза художников России.
Дочь — Анна Михайловна Асмус — студентка СПБГУКиТ, мастерская режиссёра Сергея Снежкина.
Дальние родственники — заслуженный художник РФ Александр Георгиевич Траугот и Валерий Георгиевич Траугот; оператор, лауреат двух Сталинских премий Виктор Николаевич Асмус.
Прапрадед — Асмус, Андрей Иванович (1759—1833).
О жизни своего предка Андрея Асмуса Екатерина написала развёрнутое публицистическое эссе «Садовый мастер Асмус», которое неоднократно публиковалось в печатных и интернет-изданиях как в России, так и за рубежом, а также вошло в авторский сборник «Переплетенье судеб петербуржских». Семье посвящена и повесть «Чужие корни», описывающая ситуацию постигшую немцев, служащих в России во время первой Мировой войны (в одной из линий повествования использована история инженера-архитектора Петропавловской крепости Владимира Федоровича Асмуса) .

## Биография
Екатерина Асмус родилась 11 октября 1967 года в Ленинграде, до 4 лет жила с родителями в Хартуме и в Европе (Лондон, Париж). Периоду этого времени посвящён цикл рассказов писателя «Закон непротиворечия».
В 1994 году закончила СПбГУСЭ по специальности художник-модельер.
Поскольку годы окончания института пришлись на Перестройку, поменяла массу профессий. В разное время работала: журналистом, директором собственного арт-клуба «Вулкан», директором собственной школы манекенщиц, художником, а с 1997 по 1999 год — концертным и гастрольным администратором международных рок-н-ролльных проектов, в которых участвовали такие группы как «Uriah Heap», «Nazareth», «Bloodhound Gang» и многие другие. Об этом периоде жизни автором написан роман «Рок».
С 2001 по 2007 года работала на Ленфильме в качестве ассистента режиссёра на картинах Виталия Мельникова «Бедный, бедный Павел», Эрнеста Ясана «Жизнь и смерть Лёньки Пантелеева», Евгения Татарского «Ниро Вульф» и многих других. Об это периоде жизни автором написан цикл рассказов «Кинобайки».
С 2011 года работает сценаристом с различными продюсерскими кампаниями.

## Фильмография
Сценарист:
- 2015 — х/ф «Училка» — «Стартфильм», «RFG». Премия «Ника» (2016)
- 2015 — сериал «Между двух огней» — «Амедиа»

Ассистент режиссёра:
- 2006 — «1814» — «Твин Медиа»
- 2005 — «Жизнь и смерть Лёньки Пантелеева»
- 2004 — «Столыпин. Невыученные уроки» — «Макс медиа»
- 2004 — «Братва» — «Макс медиа»
- 2003 — «Танцуют все!» — «Бармалей»
- 2003 — «Бедный, бедный Павел» — «Голос»
- 2002 — «SOS» — «Фортуна-фильм XXI»
- 2002 — «Дневник убийцы»
- 2001 — «Ниро Вульф» — «Голос»

## Писательская деятельность. Книги
С 2007 года Екатерина Асмус начинает писать, а также переводить песни, а с 2010 года переключается на прозаические произведения, что и становится её основным занятием в совокупности со сценарной работой.
- 2015 — «Времена», сборник рассказов, издательство «Аура-Инфо», СПб

Солидная часть русской прозы конца XX — начала XXI века написана женщинами. Это разномасштабные и разножанровые произведения. Мне как читателю нередко казалось, что русская писательница любит строить повествование вокруг некоего стержня — центральной идеи или отчетливого сюжета. Екатерина Асмус — не исключение. Ставя в центр повествования то малого ребёнка, то сказочного или исторического героя, она окунает читателя с головой в калейдоскопическое разноцветие жизненных реалий своих персонажей. (Надя Рафалсон, редактор журнала «Слово/Word»)
- 2015 — «Моя рука-биокомпьютер» совместно с биоэнергетиком Карелией. Научно-популярное издание, издательство «Аура-Инфо», СПб.
- 2014 — «Переплетенье судеб петербужских», сборник публицистических эссе о знаменитых персонах нашего и ушедшего времени, чьи судьбы связаны с Петербургом (Михаил Шемякин, Иван Гончаров, Михаил Калатозов, Юлий Ким, Марк Шагал, Эмир Кустурица и другие) — издательство «Родные Просторы». Стипендия Комитета по печати СПб.

«Насыщенная событиями (а, соответственно, и разнообразными знакомствами) жизнь нашей героини вполне логично приводит её в журналистику. В том же 2011 году в радийном пространстве появляются две авторские программы Асмус: „Найти себя“ (радио „Мария“) и „Звёздочка удачи“ (радио „Петербург“). Участниками программ становятся многие крупные фигуры, имеющие самое прямое отношение к отечественной и мировой культуре — Борис Смолкин, Михаил Шемякин, Вадим Лобанов. На журналистском поприще проявляется и ещё один талант героини: умение говорить об актуальных и злободневных проблемах жёстко и прямо, вовлекая в этот диалог своих именитых гостей». (Елена Бойцова, журналист, статья «Три жизни Екатерины Асмус»)
- 2014 — «Самолёты над Голливудом», детектив, предисловие Андрея Балабухи, издательство «Аура-Инфо» СПб;

«Всякий уважающий себя детектив (под каковым я разумею в данном случае не чью-то должность или профессию, а литературный жанр) представляет собой отнюдь не только разгадывание некоей криминалистической тайны. Чаще всего он похож на шкатулку с секретами — из тех, что были в моде в далёком уже XIX веке, когда как раз и происходило зарождение и становление детективной литературы. … И теперь, когда в руках у вас, милые дамы и милостивые государи, оказалась книга Екатерины Асмус, давайте вместе поиграем со шкатулкой с секретами. Занятие, поверьте, небесполезное, а на мой взгляд — так ещё и интересное». (Из предисловия А. Балабухи к детективу «Самолёты над Голливудом»)
- 2013 — «Книжка с картинками», детская литература, совместно с Женей Глюкк — издательство «Аура-Инфо», СПб;
- 2011 — «Рок», роман — издательство «Любавич» СПб.

«У меня к этой книге отношение особое. Этот тот редкий образец современной прозы, который доставляет ни с чем не сравнимое эстетическое и литературное удовольствие». (Елена Бойцова, журналист о романе «Рок»)
- 2010 — «Избыток подсознания», сборник художественной прозы совместно с Е. Яновой и А. Нееловой — издательство «Любавич», СПб.

## Основные публикации в журналах и сборниках
- Журнал «Невский альманах»[5], СПб — рассказы и повести, 2012—2015.
- Газета «Наша Флорида» (США)[6] — рассказы и повести, детектив «Самолёты над Голливудом», 2013—2015.
- Журнал «Студия», Германия — повесть «Чужие корни» 2014 г.
- Журнал «Слово/Word», Нью-Йорк (США) — рассказы из цикла «Закон непротиворечия», «Производство знаний» 2013—2014.
- Литературный Альманах «Под небом единым», Хельсинки (Финляндия) — повесть «Чужие корни», рассказ «Мотор, хлопушка» из цикла «Кинобайки», 2012.
- Литературный альманах «Ецирут», Берлин (Германия) — рассказы и повести, 2012—2014 гг.
- Журнал «Звезда», СПб — интервью с Михаилом Шемякиным «России нужна стальная рука закона», 2011.

Художественный редактор международного медийного проекта «Интеллигент», член редколлегии немецкого литературного журнала «Ецирут», неоднократно публиковалась во многих других газетах и журналах и коллективных сборниках в России и за рубежом.

## Экранизации
- х/ф «Училка». Режиссёр Алексей А. Петрухин.

## Награды и звания
- 2015 — к\ф «Училка» — первая экранизация полнометражного фильма по сценарию Екатерины Асмус получила более 20 наград на российских фестивалях. Основные призы — «Золота ладья» (2015) и «Ника»(2016).
- 2015 — XXIII Фестиваль российского кино «Окно в Европу», Выборг: главный приз — «Золотая ладья» исполнительнице заглавной роли Ирине Купченко, первое место в конкурсе «Выборгский счёт» (зрительское голосование).
- 2016 — национальная кинематографическая премия «Ника». Главный приз в номинации «Лучшая женская роль» исполнительнице заглавной роли Ирине Купченко.
- 2016 — в предварительном списке международного конкурса драматургии «Баденвайлер», пьеса «Роальд» — Германия.
- 2014 — медаль У. Шекспира за ряд переводов песен в рамках конкурса «Золотое перо Руси», ЦДЛ Москва.
- 2014 — в промежуточном списке XXXVI ММКФ, сценарий «Как раздобыть миллионера», Москва.
- 2013 — в промежуточном списке конкурса «Ремарка»[7], пьеса «Чужие корни» (по одноимённой повести) — Россия.
- 2013 — орден В. В. Маяковского за ряд стихотворных произведений в рамках конкурса «Золотое перо Руси», ЦДЛ, Москва
- 2012 — лауреат премии «Золотое перо Руси» за ряд сценарных работ — ЦДЛ, Москва. В рамках этой премии вручён орден «Трудовая Слава России» и фарфоровая статуэтка «Золотое перо».
- 2011 — лауреат премии «Золотой Жук» за роман «Рок» — СПб.
- 2007 — дипломант фестиваля «Струны Фортов»[8] в номинации «автор».

## Сценарии
- х/ф «Ласковые сети» — «Панорама», 2016. Автор сценария. Проект в запуске
- сериал «Эпоха расцвета. Начало» — «RFG», 2015. Автор сценария. Проект в запуске
- х/ф «Ящики» — «Стартфильм», 2015. Автор сценария. Проект в запуске
- сериал «Сыр в масле» — «RFG», 2015. Автор сценария. Проект в разработке
- х/ф «Училка» — «Стартфильм», «RFG», 2015. Автор сценария. Проект снят. Российский прокат с 26 ноября 2015 г.
- сериал «Между двух огней» — «Амедиа», 2015. Автор-сюжетчик. Проект снят. Премьера прошла весной 2015 г.
- сериал «Офисный планктон» — «Старт-фильм», 2013 . Автор пилотной серии. Проект заморожен.
- сериал «Служебный буфет». Автор идеи, автор пилотной серии, 2013
- сериал «Как раздобыть миллионера», 2013. Автор идеи, автор пилотной серии — в промежуточном списке XXXVI ММКФ
- сериал «Клара и Роза» «Русский экран», 2012. Соавтор сценария. Проект закрыт по причине завершения деятельности продюсерской кампании «Русский Экран»
- х/ф «Тодес» «Русский экран», 2012. Автор сценария. Проект закрыт по причине завершения деятельности продюсерской кампании «Русский Экран»
- х/ф «Марк Шагал. Достойный бытия». «Ленфильм», 2012. Автор сценария. Проект закрыт по причине смены руководства и сокращения производства к/с «Ленфильм»
- х/ф «Рок». Автор сценария, 2011
- х/ф «Чужие корни». Автор сценария, 2011.

## Пьесы
- Драма «Роальд» — 2014. Шортлистер конкурса «Баденвайлер», шортлистер независимого международного конкурса современной драматургии «Исходное событие — XXI век» в номинации «ЖЗЛ».
- Музыкальная комедия-фарс «Как раздобыть миллионера» — 2013. Шортлистер конкурса театра «Буфф».
- Драма «Чужие корни» (по одноимённой повести) — 2013. Лонглистер конкурса «Ремарка»
- Музыкальная пьеса «Рок» (по одноимённому роману) — 2012.

## Общественная деятельность
Организатор большого количества литературно-просветительских проектов в библиотеках, «Буквоеде», «Доме книги», общественно-культурных центрах Санкт-Петербурга, а также музыкальных фестивалей в России и за рубежом (Йювяскюля — Финляндия, Витебск — Белоруссия, Москва, Санкт-Петербург).

## Радио
- с 2007 по 2015 — ведущая авторской программы «Найти себя» радиоканала «Мария».
- с 2013 по 2015 — ведущая программы «Звёздочка удачи» и корреспондент программы «Город и горожане» на радио Петербург — ГТРК-5 канал.

Екатерина Асмус — частый гость программ на радио «Петербург», телеканала «ВОТ» и «Радио России».